# Mohedas de la Jara
Mohedas de la Jara és un municipi de la província de Toledo a la comunitat autònoma de Castella-La Manxa. Limita amb Villar del Pedroso i Carrascalejo a l'oest i nord-oest a la província de Càceres i Aldeanueva de San Bartolomé al nord, El Campillo de la Jara a l'est i Puerto de San Vicente al sud.

## Administració
| Període      | Nom de l'alcalde/-essa        | Partit polític | Data de possessió |
| ------------ | ----------------------------- | -------------- | ----------------- |
| 1979 - 1983  | Felix Julián Moreno González  | UCD            | 19/04/1979        |
| 1983 - 1987  | Felix Julián Moreno González  | AP/PDP/UL      | 28/05/1983        |
| 1987 - 1991  | Felix Julián Moreno González  | PP             | 30/06/1987        |
| 1991 - 1995  | Martín López Oliva            | PP             | 15/06/1991        |
| 1995 - 1999  | Martín López Oliva            | PP             | 17/06/1995        |
| 1999 - 2003  | Martín López Oliva            | PP             | 03/07/1999        |
| 2003 - 2007  | Victor Manuel Romano Blázquez | PP             | 14/06/2003        |
| 2007 - 2011  | José Ángel Gómez López        | PSOE           | 16/06/2007        |
| 2011 - 2015  | n/d                           | n/d            | 11/06/2011        |
| 2015 - 2019  | n/d                           | n/d            | 13/06/2015        |
| 2019 - 2023  | n/d                           | n/d            | 15/06/2019        |
| Des del 2023 | n/d                           | n/d            | 17/06/2023        |